# Église Sant'Ulderico d'Ivrée
L'église Sant'Ulderico est une église catholique située à Ivrée, au Piémont en Italie.

## Localisation
L'église se situe dans la piazza Ferruccio Nazionale, face à l'hôtel de ville d'Ivrée.

## Historique
L'église est construite pendant les années immédiatement suivantes la canonisation d'Ulrich d'Augsbourg, survenue en 993. Le bâtiment se dresse dans le lieu où le même Ulrich avait fait un miracle pendant son étape à Ivrée en 971, en ressuscitant le jeune fils des propriétaires de l'auberge où il était logé,. 

## Architecture
L'église se caractérise par sa façade de briques où on peut distinguer l'ancien clocher roman du bâtiment primitif.

## Mobilier
L’autel majeur est surmonté d'un grand tableau d'autel qui représente la Trinité avec saint Michel et d'autres saints.